# Lac Petitsikapau
Le lac Petitsikapau est un lac situé au sud de Schefferville situé dans la partie occidentale du Labrador, au Canada. 